# همزاد دیجیتالی
همزاد دیجیتال نمایش دیجیتالی یک محصول، سیستم یا فرایند فیزیکی در دنیای واقعی مورد نظر یا واقعی است (یک همزاد فیزیکی) که به عنوان همتای دیجیتال غیرقابل تشخیص آن برای اهداف عملی، مانند شبیه‌سازی، ادغام، آزمایش، نظارت و نگهداری عمل می‌کند. همزاد دیجیتال از زمان معرفی اولیه خود به عنوان مقدمه اساسی برای مدیریت چرخه عمر محصول در نظر گرفته شده است و در کل چرخه حیات (ایجاد، ساخت، بهره‌برداری/پشتیبانی و دفع) موجودیت فیزیکی که آن را نمایندگی می‌کند وجود دارد. از آنجایی که اطلاعات ریزدانه هستند، نمایش همزاد دیجیتالی توسط موارد استفاده مبتنی بر ارزش که برای پیاده‌سازی ایجاد می‌شود، تعیین می‌شود. همزاد دیجیتال اغلب قبل از وجود یک موجود فیزیکی وجود دارد. استفاده از یک همزاد دیجیتال در مرحله ایجاد اجازه می‌دهد تا کل چرخه زندگی موجودیت مورد نظر مدل‌سازی و شبیه‌سازی شود. یک همزاد دیجیتالی از یک ماهیت موجود، ممکن است به‌صورت بی‌درنگ استفاده شود و به‌طور منظم با سیستم فیزیکی مربوط هماهنگ شود. 

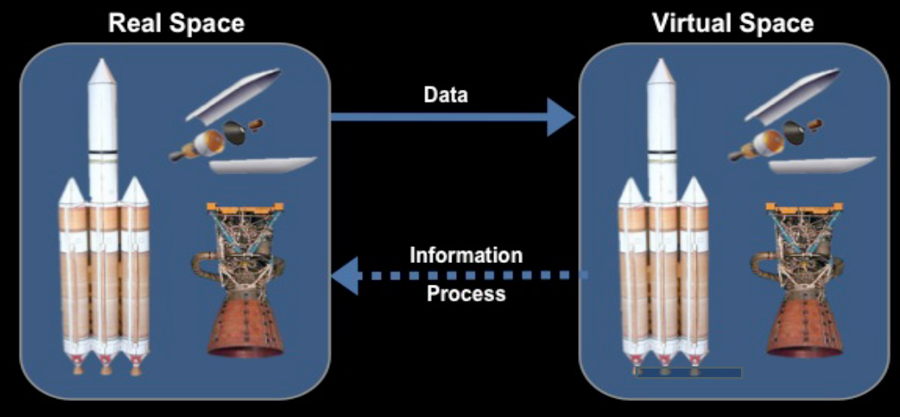
یک مفهوم همزاد دیجیتال اولیه توسط گریوز و ویکرز

اگرچه این مفهوم خیلی قبل تر ابداع شده بود، اولین تعریف عملی از همزاد دیجیتال توسط ناسا مطرح شد. این ایده در تلاش برای بهبود شبیه‌سازی مدل فیزیکی فضاپیما در سال ۲۰۱۰ نشأت گرفت همزادهای دیجیتال نتیجه بهبود مستمر در ایجاد طراحی محصول و فعالیت‌های مهندسی هستند. طراحی محصول و مشخصات مهندسی از طراحی بر اساس پیش نویس‌های دست‌نویس به طراحی به کمک رایانه/طراحی به کمک رایانه تا مهندسی سیستم‌های مبتنی بر مدل و پیوند دقیق به سیگنال از طرف فیزیکی پیشرفت کرده است.

## تاریخچه
همزادهای دیجیتال در کتاب دنیای آینه ای دیوید گلرنتر در سال ۱۹۹۱ پیش‌بینی شده بودند. مفهوم و مدل همزاد دیجیتال اولین بار در سال ۲۰۰۲ توسط مایکل گریوز در کنفرانسی در انجمن مهندسین تولید در تروی، میشیگان معرفی شد. گریوز همزاد دیجیتال را به عنوان مدل مفهومی زیربنایی مدیریت چرخه عمر محصول (PLM) پیشنهاد کرد.

## چشم‌انداز بازار همزاد دیجیتال
شرکت‌های مختلف فعال در حوزه طراحی و ساخت همزاد دیجیتالی نظیر آی‌بی‌ام و موسسات آماری مانند EmergenResearch، ارزش کلی این بازار در سال۲۰۲۰ را بین ۳٫۱ و ۷٫۵میلیارد دلار و ارزش آن را تا سال ۲۰۲۶ تا قریب به ۴۸ میلیارد دلار و تا سال ۲۰۲۸ حدود ۱۰۶٫۲۶میلیارد دلار پیش‌بینی‌های کرده‌اند. موضوعی که از رشد ۴۰ تا ۵۵ درصدی بازار همزادهای دیجیتالی در سال‌های پیش رو خبر می‌دهد. توسعه روزافزون فناوری‌های مرتبط با شهر هوشمند، حرکت جوامع در مسیر مدیریت بهینه‌تر منابع، رشد و توسعه اقتصاد در کشورهای مختلف و … از مهم‌ترین عوامل تسریع‌کننده رشد بازار همزاد دیجیتالی عنوان شده است.

## مزایای بهره‌گیری از همزاد دیجیتالی
از مهم‌ترین مزایای به‌کارگیری همزادهای دیجیتالی می‌توان به موارد زیر اشاره کرد:
- احتمال شکست ایده، محصول یا هر ایده‌پردازی قبل از اجرا در صنعت بررسی می‌شود و به این ترتیب هزینه‌های اجرای واقعی ایده‌ها به‌شدت کاهش می‌یابد.
- بهبود ۳۰ درصدی در مدت زمان لازم برای طراحی، تولید و فروش ایجاد می‌شود.
- بررسی ایده‌های نوآورانه در حوزه منابع طبیعی و صنایع مرتبط با انرژی ممکن می‌شود.
- امکان انجام تغییرات دلخواه و طراحی برپایه بازخوردهای مشتری‌ها با سلیقه‌های مختلف ایجاد می‌شود.
- بر پایه پژوهش‌های بنیاد گارتنر، به‌کارگیری همزاد دیجیتالی در صنایع به‌طور میانگین افزایش ۱۰ درصدی در بهره‌وری را برای شرکت‌ها ایجاد می‌کند.

اکنون شرکت‌های بزرگ دنیا، به‌خصوص در بخش انرژی و صنایع معدنی - فلزی، روی همزادهای دیجیتالی سرمایه‌گذاری‌های کلانی می‌کنند. در واقع، بازار این فناوری به‌سرعت در حال رشد است و هر لحظه، شرکت‌ها یا تمام یک صنعت خاص، به فهرست مشتریان این ابزار هوشمند کاربردی افزوده می‌شوند.